# Kamikazee
I Kamikazee sono un gruppo rock filippino fondato nel 2000 e composto da 5 membri: Jay Contreras (voce), Jomal Linao  (chitarra e voce secondaria), Led Tuyay (chitarra), Jason Astete (basso) e  Allan Burdeos (batteria).

## Discografia

### Album
| Anno | Album           |
| ---- | --------------- |
| 2002 | Kamikazee       |
| 2006 | Maharot         |
| 2009 | Long Time Noisy |

### Singoli
- "Tsinelas"
- "Girlfriend"
- "Lucky" (cover di un singolo di Britney Spears)
- "Sana Kahit Minsan" (cover di un singolo di Ariel Rivera)
- "Ambisyoso"
- "Narda"
- "First Day High"
- "Martyr Nyebera"
- "Chicksilog"
- "Seksi Seksi"
- "Director's Cut"
- "Wala"
- "Hanggang Tingin"
- "Doo Bidoo"
- "Ordertaker"
- "Chicksilog"
- "Mundo ng Komiks"